# ژول انسیون
ژول انسیون (انگلیسی: Jules Ancion; ۲۱ اوت ۱۹۲۴ – ۳۰ نوامبر ۲۰۱۱) بازیکن هاکی روی چمن اهل پادشاهی هلند بود.